# Fractura de pilón tibial

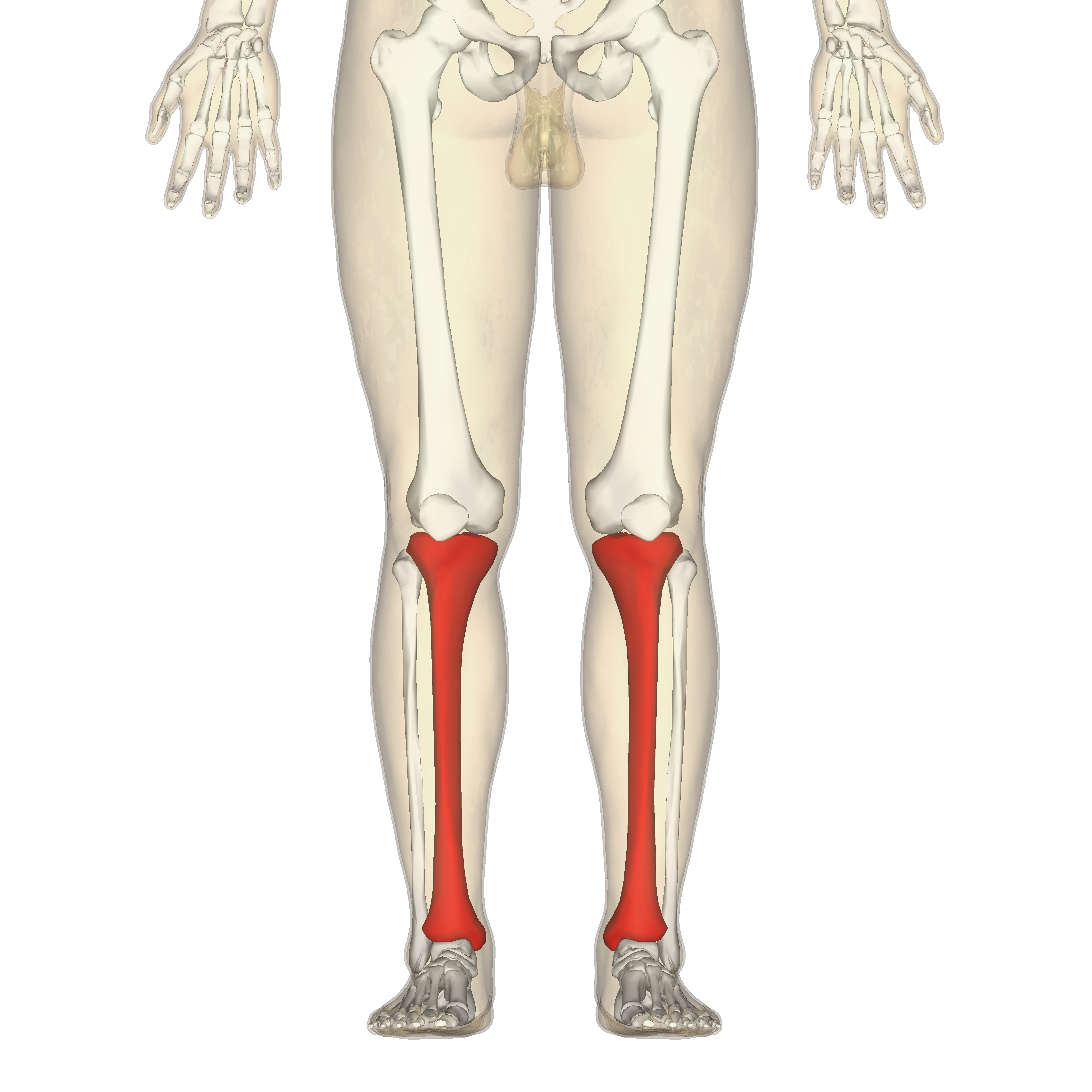
Esquema que muestra en rojo la situación de la tibia en el cuerpo humano

En medicina, se denomina fractura de pilón tibial a un tipo de fractura de tibia que se caracteriza por afectar tanto a la epifisis distal como a la metáfisis del hueso, comprometiendo la articulación del tobillo. Es un tipo de fractura de gran complejidad y de pronóstico grave, existiendo dificultades para alcanzar la curación completa, pudiendo quedar secuelas permanentes.
Pilon es la palabra francesa para "mortero" y fue introducido en la literatura ortopédica en 1911 por el pionero radiólogo francés Étienne Destot.

## Frecuencia
Su frecuencia es baja, se estima que representan únicamente el 1% de las fracturas que afectan a la extremidad inferior y entre el 7 y el 10% de las fracturas de tibia. Son más frecuentes en varones entre los 35 y 45 años de edad.

## Etiología
Suelen producirse por traumatismos importantes, frecuentemente por caídas desde alturas superiores a los 2 metros, accidentes de moto, o caídas durante actividades deportivas, por ejemplo esquiando. No es raro que se asocien a otras lesiones como fractura de pelvis o columna vertebral.

## Tratamiento
El tratamiento de las fracturas de pilón tibial es complejo, depende de la extensión de la fractura sus características y si existe afectación de otros estructuras como el peroné o tejidos blandos próximos. Los métodos principales de tratamiento son fijación interna con osteosíntesis utilizando placas o tornillos, fijación externa y reducción de la fractura mediante cirugía con reconstrucción de la superficie articular. La métodos más conservadores con reducción cerrada e inmovilización con yeso no se emplean generalmente en este tipo de fracturas y se reservan únicamente para fracturas no desplazadas. Se existe herida externa el riesgo de infecciones secundarias es alto.